# A Simpson család (1. évad)
A Simpson család 1. évadát 1989. december 17. és 1990. május 13. között sugározták a Fox csatornán.
A műsor készítői Matt Groening, James L. Brooks, és Sam Simon.
A sorozat eredetileg a "Még egy ilyen remek estét!" című epizóddal kezdődött volna, 1989 őszén, és arra szolgált volna, hogy a fő karaktereket bemutassa. Azonban, az első vetítés során a készítők rájöttek, hogy az animáció túl ijesztő, ezért az epizód 70%-át át kellett alakítani. A producerek megfontolták, hogy befejezik a sorozatot, ha a következő epizód rosszul sikerül, azonban csak javítható hibákban szenvedett. A producerek győzték meg arról a Foxot, hogy december 17-re rakják át a debütáló epizódot.
Az első évad egy Emmy-díjat nyert, és négy további jelölést kapott. Bár a televíziós műsorok egy kategóriában csak egy jelölést kaphatnak, és a "Simpsonék karácsonya" című epizód meg is kapta a jelölést, de azt külön kezelték, és egy másik epizódot, a "Kalandra fel!"-t is jelölték Kiemelkedő animációs program kategóriában; a "Kalandra fel!" meg is nyerte az Emmy-t. A "Simpsonék karácsonyát" még jelölték Kiemelkedő szerkesztés minisorozat vagy különkiadás kategóriában, és a "Vissza a természetbe" című epizódot is jelölték, Kiemelkedő teljesítmény a hang keveréséért vígjátéksorozatban vagy különkiadásban kategóriában. A sorozat főcímzenéjének szerzőjét, Danny Elfman-t jelölték Kiemelkedő teljesítmény főcímzenében kategóriában.
A DVD díszdoboza 2001. szeptember 25-én jelent meg az 1-es régióban, és 2001. szeptember 24-én jelent meg a 2-es, valamint a 4-es régióban.

## Epizódok
| # | Bemutatás    | Prod. Kód | Cím                                 |
| --- | ------------ | --------- | ----------------------------------- |
| 1–101 | December 17. | 7G08      | Simpsonék karácsonya                |
| Miután Marge elköltötte a család megtakarított pénzét, hogy Bart tetoválását eltávolíttassa, és Homer se kapja meg Mr. Burnstől a karácsonyi bónuszt, Homer Mikulás-munkát vállal, majd elmegy Barttal és Barneyval, hogy az így keresett pénzt agárversenyre tegye fel. |              |           |                                     |
| 2–102 | Január 14.   | 7G02      | Bart, a zseni                       |
| Bart csal egy IQ teszten és a tehetséggondozóba kerül, mert azt hiszik, hogy egy géniusz. - Marcia Wallace vendégszereplésével |              |           |                                     |
| 3–103 | Január 21.   | 7G03      | Homer odüsszeiája                   |
| Homert elbocsátják az atomerőműből, mert balesetet okozott, de miután telihelyezi Springfield városát figyelmeztető táblákkal, felajánlanak neki egy jobb állást az erőműben. - Marcia Wallace vendégszereplésével                                                       |              |           |                                     |
| 4–104 | Január 28.   | 7G04      | Mindenhol jó, de miért vagy otthon? |
| Egy munkahelyi fogadáson a család illetlen magaviselete miatt Homer felkeresi dr. Marvin Monroe családi terápiás központját. |              |           |                                     |
| 5–105 | Február 4.   | 7G05      | Bart tábornok                       |
| Bart összetűzésbe kerül az iskola bajkeverőjével, Nelson Muntzcal. |              |           |                                     |
| 6–106 | Február 11.  | 7G06      | Lisa és a világfájdalom             |
| Lisa úgy érzi, lelnyomják, és depresszióba süllyed, majd összebarátkozik egy szaxofononssal, Vérzőíny Murphyvel. - Ron Taylor vendégszereplésével |              |           |                                     |
| 7–107 | Február 18.  | 7G09      | Vissza a természetbe                |
| A család eltéved az erdőben az új lakókocsijukkal. - Albert Brooks vendégszereplésével |              |           |                                     |
| 8–108 | Február 25.  | 7G07      | A beszélő fej                       |
| Bart rossz útra tér és levágja a városalapítót, Jebediah Springfieldet ábrázoló szobor fejét. |              |           |                                     |
| 9–109 | Március 18.  | 7G11      | Kalandra fel!                       |
| Homer önző viselkedése miatt Marge beleszeret egy bűvészbe a tekepályán. - Albert Brooks vendégszereplésével |              |           |                                     |
| 10–110 | Március 25.  | 7G10      | Homer mulat                         |
| Bart készített egy fotót apjáról, miközben táncolt egy sztriptíztáncossal. Ezzel bajba sodorta Homert Marge előtt. - Sam McMurray vendégszereplésével |              |           |                                     |
| 11–111 | Április 15.  | 7G13      | Csere-bere fogadom                  |
| Bart elmegy cserediákként Franciaországba, ahol kihasználják. Ezalatt egy albán tanuló különösen érdeklődik Homer munkájáról és az atomerőműről. |              |           |                                     |
| 12–112 | Április 29.  | 7G12      | Ropi letartóztatásban               |
| Ropit, a bohócot letartóztatják, mert kirabolta a Kwik-E-Mart-ot, de Bart kételkedik, hogy a számára legnagyobb hőst jelentő sztár ilyenre lenne képes. - Kelsey Grammer vendégszereplésével                                                                             |              |           |                                     |
| 13–113 | Május 13.    | 7G01      | Még egy ilyen remek estét!          |
| Miközben Marge és Homer romantikus estélyüket töltik, Bart és Lisa észreveszik a bébiszitterüket az Amerika legveszélyesebb bűnözői TV-műsorban. - Penny Marshall vendégszereplésével                                                                                    |              |           |                                     |

## DVD kiadás
| A teljes első évad | | | |
| Készlet adatok | Készlet adatok | Készlet adatok | Extrák |
| - 13 epizód - 3-lemezes készlet - 1.33:1 képarány - Nyelvek: - Angol (Dolby Digital 5.1, felirattal) - Francia (Dolby Digital 2.0 Surround) - Spanyol (csak felirat) | - 13 epizód - 3-lemezes készlet - 1.33:1 képarány - Nyelvek: - Angol (Dolby Digital 5.1, felirattal) - Francia (Dolby Digital 2.0 Surround) - Spanyol (csak felirat) | - 13 epizód - 3-lemezes készlet - 1.33:1 képarány - Nyelvek: - Angol (Dolby Digital 5.1, felirattal) - Francia (Dolby Digital 2.0 Surround) - Spanyol (csak felirat) | - Választható kommentár az összes epizódhoz - Az eredeti szkriptje a "Bart, a zseni", "Bart tábornok", "Lisa és a világfájdalom" és a "Még egy ilyen remek estét!" című epizódoknak - Az első változata a "Még egy ilyen remek estét!"-nek, választható kommentárral - Albert Brooks szereplései - BBC Special: Amerika első családja - ABC News: Bart-os pólók botránya - Tracy Ullman Show rövidfilmek: Jó éjt" - Idegen nyelvű klipek - Korai vázlatok - Magazin címlapok és képek |
| Kiadási adatok | | | - Választható kommentár az összes epizódhoz - Az eredeti szkriptje a "Bart, a zseni", "Bart tábornok", "Lisa és a világfájdalom" és a "Még egy ilyen remek estét!" című epizódoknak - Az első változata a "Még egy ilyen remek estét!"-nek, választható kommentárral - Albert Brooks szereplései - BBC Special: Amerika első családja - ABC News: Bart-os pólók botránya - Tracy Ullman Show rövidfilmek: Jó éjt" - Idegen nyelvű klipek - Korai vázlatok - Magazin címlapok és képek |
| 1-es régió | 2-es régió | 4-es régió | - Választható kommentár az összes epizódhoz - Az eredeti szkriptje a "Bart, a zseni", "Bart tábornok", "Lisa és a világfájdalom" és a "Még egy ilyen remek estét!" című epizódoknak - Az első változata a "Még egy ilyen remek estét!"-nek, választható kommentárral - Albert Brooks szereplései - BBC Special: Amerika első családja - ABC News: Bart-os pólók botránya - Tracy Ullman Show rövidfilmek: Jó éjt" - Idegen nyelvű klipek - Korai vázlatok - Magazin címlapok és képek |
| 2001. szeptember 25. | 2001. szeptember 24. | 2001. szeptember 24. | - Választható kommentár az összes epizódhoz - Az eredeti szkriptje a "Bart, a zseni", "Bart tábornok", "Lisa és a világfájdalom" és a "Még egy ilyen remek estét!" című epizódoknak - Az első változata a "Még egy ilyen remek estét!"-nek, választható kommentárral - Albert Brooks szereplései - BBC Special: Amerika első családja - ABC News: Bart-os pólók botránya - Tracy Ullman Show rövidfilmek: Jó éjt" - Idegen nyelvű klipek - Korai vázlatok - Magazin címlapok és képek |